# Орехово-Донецкое
Орехово-Донецкое (укр. Оріхове-Донецьке) — село, относится к Новоайдарскому району Луганской области Украины. До 7 октября 2014 года относилось к Славяносербскому району Луганской области.
Население по переписи 2001 года составляло 69 человек. Почтовый индекс — 93712. Телефонный код — 6473. Занимает площадь 1,44 км². Код КОАТУУ — 4424584403.

## История
В 2014 году село переподчинено Новоайдарскому району.

## Местный совет
93710, Луганская область, Новоайдарский район, пгт. Трёхизбенка, ул. Булавина, 3.

## Археология
Инвентарь стоянки Попов Мыс на полуострове Игрень находит параллели в инвентаре Орехово-Донецкой 3 стоянки на Северском Донце, особенно в части техники расщепления кремня, в наборе нуклеусов, включающем нуклеусы донецкого типа, ансамбле негеометрических микролитов, типологическом спектре резцов и скребков, пластин с ретушью. Керамика, собранная на поверхности этой стоянки, датируется 6 тысячелетием до н. э. Стоянка раннего неолита Орехово-Донецкое 3 относится к ряду многочисленных стоянок охотников-собирателей-рыболовов так называемого Бондарихинского этапа, распространившихся в 6 тысячелетии до нашей эры на территории левобережья Северского Донца и, отчасти, в Нижнем Поднепровье.